# Siegfried Wagner (Politiker)
Siegfried Wagner (* 3. März 1925 in Hildesheim; † 2. August 2002 in Berlin) war ein deutscher Kulturpolitiker und SED-Funktionär.

## Leben
Siegfried Wagner wurde 1925 als Sohn eines Orchestermusikers und dessen Ehe- und Hausfrau in Hildesheim geboren. Von 1936 bis 1942 war er Angehöriger der Hitler-Jugend. Nach dem Besuch der Volksschule und seinem Abitur 1943 wurde er unmittelbar darauf im Zweiten Weltkrieg 1943 zur deutschen Wehrmacht einberufen. Im September 1944 geriet er in Frankreich in amerikanische Gefangenschaft. 1946 wurde er aus der Kriegsgefangenschaft entlassen. Darauf folgte die Übersiedelung in die SBZ nach Greiz (Thüringen). Nach einer kurzen Tätigkeit als Bauhilfsarbeiter wurde er noch 1946 1. Sekretär der Kreisleitung der FDJ in Greiz. Von 1947 bis 1949 studierte er in Leipzig Gesellschaftswissenschaften. 1950 bis 1952 war er als Instrukteur der Abteilung Volksbildung in der Abt. Kultur und Leiter des Sektors Unterricht u. Erziehung tätig, 1952 bis 1957 als Sekretär für Kultur der Bezirksleitung der SED in Leipzig.

## Politik
1957 bis 1966 leitete er die Abteilung Kultur des ZK der SED in Berlin. Beim 11. Plenum des ZK der SED im Dezember 1965, nach dem zahlreiche Filme aus DDR-Produktion verboten sowie viele Künstler wie Wolf Biermann mit Auftrittsverboten belegt wurden, trat Siegfried Wagner als einer der Hauptredner auf. Die anschließend zur Aufführung verbotene DEFA-Produktion Das Kaninchen bin ich griff er dort als „Verzerrung unserer sozialistischen Wirklichkeit und des Wirkens der Rolle der Partei“ an. Die „Machwerke“ von Biermann und Bieler sowie die „Auslassungen“ von Stefan Heym stünden „im Widerspruch zur ernsthaften Arbeit unserer Künstler und vieler künstlerischer Institutionen bei der Entwicklung unserer sozialistischen Nationalkultur.“ In der Rede entschuldigte sich Wagner u. a. vor den anwesenden Politbüromitgliedern Paul Verner und Erich Honecker dafür, dass er die Lage nicht richtig eingeschätzt habe und diesen und andere Filme (u. a. Denk bloß nicht, ich heule) hätte verhindern müssen. Als Grund führte er unter anderem auch die „Überbeschäftigung“ der Kulturabteilung des ZK der SED an, „weil eine ganze Reihe leitender Genossen und verantwortlicher Künstler in den Leitungen alles, aber auch alles, schrittweise abgedrängt haben auf den Flaschenhals, den ich zu verantworten habe“. Wagner sagte weiter, „gegnerische Kräfte“ wie der Dissident Robert Havemann begännen nun den offenen Kampf. Die Maßnahmen der SED gegen den Liedermacher Wolf Biermann bezeichnete Wagner als „längst fällige Antwort der Partei“. Dennoch wurde Wagner trotz seines vorauseilenden Gehorsams in der Rede beim 11. Plenum kurz darauf wegen zu „liberaler Haltung gegenüber Künstlern“ von seiner Funktion entbunden.
Im Herbst 1966 wurde er zum Stellvertretenden Kulturminister der DDR ernannt. „Mit der Ernennung des 41-jährigen Wagner sind seit der elften Plenartagung des SED-Zentralkomitees im Dezember 1965, das den härteren kulturpolitischen Kurs eingeleitet hatte, im Ost-Berliner Kulturministerium insgesamt vier Positionen um- oder neubesetzt worden. Im Januar 1966 war Hans Bentzien abgelöst und durch den Alt-Kommunisten Klaus Gysi ersetzt worden“, kommentierte die westliche Nachrichtenagentur UPI am 1. November 1966 den Personalwechsel.
1973 wurde Wagner daneben Präsident des auf sein Betreiben hin gegründeten Komitees für Unterhaltungskunst, dem er bis zu seiner Pensionierung 1984 vorstand. Der SED diente dieses Komitee als Instrument zur Durchsetzung der SED-Kulturpolitik im Bereich Unterhaltungskunst. Später wurde es aber auch zu einer Interessenvertretung der Unterhaltungskünstler gegenüber dem Staat, insbesondere bei der Beschaffung von Privilegien, Technik und praktischen Arbeitsmöglichkeiten für Unterhaltungskünstler. In seiner Funktion als Präsident des Komitees und stellvertretender Kulturminister hatte Wagner über fast zwei Jahrzehnte eine Schlüsselposition in dem für die SED wichtigen Bereich der Unterhaltungskunst inne. 1979 erhielt er den Vaterländischen Verdienstorden in Silber. Ziel der SED-Kulturpolitik im Bereich Unterhaltungskunst war es, die in der DDR, oft aber auch im Westen bekannten Künstler mit einem System von Privilegien und Sanktionen unter Kontrolle zu halten. Neben Wagner von Seiten der SED war dafür insbesondere auch die Hauptabteilung XX/7 des Ministeriums für Staatssicherheit zuständig. Am 30. November 1988 hieß es in einem Bericht dieser Hauptabteilung XX/7 über Wagner, die DDR-Unterhaltungskunst befinde sich in einem desolaten Zustand. „Diese Verhältnisse nahmen ihren Anfang mit den Praktiken des ehemaligen stellvertretenden Ministers für Kultur, Siegfried Wagner, sowie dessen Ehefrau, die Unterhaltungskünstlern für Geschenke bzw. gewisse Gefälligkeiten Sonderrechte einräumten“. Nach seiner Pensionierung 1984 war Wagner von 1987 bis 1989 Mitglied der Arbeitsgruppe Kabarett beim Ministerium für Kultur (zusammen mit Gisela Oechelhaeuser, Otto Stark und Mathias Wedel). Von 1984 bis 1989 war Wagner Vorsitzender der Wartburgstiftung. Im November 1989 trat Wagner aus der SED aus.

## Erbschaftsstreit
Am 2. August 2002 starb Siegfried Wagner in Berlin. Sechs Jahre nach seinem Tod machte 2009 ein Streit um Siegfried Wagners Erbe Schlagzeilen, in den ein Berliner Frisör und die Schlagersängerin Dagmar Frederic verwickelt waren. Letztere gab an, mit Siegfried Wagner und seiner Ehefrau Brunhilde († 2009) eng befreundet gewesen zu sein. In dem Streit ging es um das Erbe Wagners und seiner Frau. Im Oktober 2011 erlitt Dagmar Frederic in dieser Sache vor Gericht eine Niederlage und wurde verurteilt, 60.000 Euro, die sie von Brunhilde Wagner erhalten hatte, zurückzuzahlen.